# (541132) 2015 TG387
(541132) 2015 TG387（541132 Leleākūhonua）（[ˌlɛleɪɑːˌkuːhoʊˈnuːə]）は、太陽系外縁天体のひとつで、セドノイドでもある。2015年10月13日にハワイのマウナケア天文台群で発見された。発見された日がハロウィンに近かったことから発見者によって非公式に"The Goblin"というニックネームが付けられ後にその軌道を、長距離の渡りを行うムナグロに擬えて"Leleākūhonua"と命名された。この天体はセドナ、2012 VP113に次いで発見された3番目のセドノイドであり、大きさはアルベドの測定値から少なくとも直径220kmとされる。

## 発見
2015 TG387は2015年10月13日にハワイのマウナケア天文台群で、アメリカのDavid Tholenとチャドウィック・トルヒージョ、スコット・S・シェパードが、50AU以遠の天体の掃天観測を行っている際に初めて観測した。2018年10月1日にも非公式の発見が報告された。この掃天観測には主に2つの望遠鏡が用いられた。一つは北半球の国立天文台ハワイ観測所すばる望遠鏡の8.2m主鏡と超広視野主焦点カメラ Hyper Suprime-Cam (ハイパー・シュプリーム・カム, HSC)による観測で、もう一方は南半球のチリにあるセロ・トロロ汎米天文台(Cerro Tololo Inter-American Observatory、CTIO, IAU code 807)の口径4mのビクター・M・ブランコ望遠鏡に備えられているDark Energy Camera(DECam)である。軌道を確定させるため、マゼラン望遠鏡とディスカバリーチャンネル望遠鏡による追跡が行われた。この観測には2012 VP113、2014 SR349、2013 FT28の発見も含まれた。

## 軌道と分類
2015 TG387は太陽から65–2000 AUの距離を約32,000年かけて公転する。軌道離心率は0.94と高く、黄道面からの軌道傾斜角は12°である。近日点距離の遠さから太陽系外縁天体の中でも Extreme trans-Neptunian object (ETNO) に属し、またセドナ、2012 VP113に次いで発見された3番目のセドノイドである。

### 軌道とその意義
他の太陽系外縁天体の軌道と同じように、2015 TG387の軌道は、確定的ではないが、太陽系外縁の仮想上の天体である「プラネット・ナイン」の存在を示唆する。
2019年現在、この天体は太陽から78AUに位置し、この距離は冥王星の現在の位置からおよそ2.5倍も遠い。2078年に近日点に到達し太陽に最も近づく。セドナと同様に、軌道上の遠い側に位置していたなら発見されなかったであろう。このことは、現在の天体観測技術では観測できない、より遠くの天体も多数存在する可能性を示唆する。 2015 TG387の発見を通じて、Sheppardたちは、内オールトの雲には、直径40kmを超える、総質量1×1022 kg、冥王星とほぼ等しい(月から小惑星帯の数倍の幅はあるが)、200万個の天体が存在すると結論付けている。

## 仮符号と命名
この小天体は、2019年10月10日に、小惑星センターによって仮符号が与えられた(M.P.C. 117077)。2020年6月にMoMPは公式に Leleākūhonuaと命名した。この名称はハワイ語課程の「A Hua He Inoa」の生徒によって提案された。この天体は、アラスカからハワイに渡りをするムナグロ(ハワイ語でkolea)にちなむ。

## 物理学的特徴
2015 TG387の大きさの推定はアルベド(反射率)に依存する。暗い天体であれば大きいと推定され、アルベドが高ければ小さいと推定されるからである。 見かけの等級が24.64と幽かであり、冥王星の(カロンを除く)小型の衛星(ニクス、ヒドラなど)と同程度である。当初はアルベドを0.15と過少に想定していたため、直径300kmほどと推定されていたが、後の2018年10月20日にカナダのペンティクトンで観測された掩蔽により直径は最小で220km、アルベドは想定より高く0.21と修正された。